# Bouligney
Bouligney és un municipi francès situat al departament de l'Alt Saona i a la regió de Borgonya - Franc Comtat. L'any 2007 tenia 434 habitants.

## Demografia

### Població
El 2007 la població de fet de Bouligney era de 434 persones. Hi havia 184 famílies, de les quals 52 eren unipersonals (16 homes vivint sols i 36 dones vivint soles), 64 parelles sense fills, 56 parelles amb fills i 12 famílies monoparentals amb fills.
La població ha evolucionat segons el següent gràfic:
Habitants censats

### Habitatges
El 2007 hi havia 213 habitatges, 181 eren l'habitatge principal de la família, 25 eren segones residències i 7 estaven desocupats. 212 eren cases i 1 era un apartament. Dels 181 habitatges principals, 158 estaven ocupats pels seus propietaris i 23 estaven llogats i ocupats pels llogaters; 1 tenia dues cambres, 13 en tenien tres, 39 en tenien quatre i 128 en tenien cinc o més. 146 habitatges disposaven pel capbaix d'una plaça de pàrquing. A 73 habitatges hi havia un automòbil i a 84 n'hi havia dos o més.

### Piràmide de població
La piràmide de població per edats i sexe el 2009 era:
| Homes | Edats   | Dones |
| ----- | ------- | ----- |
| 0     | 95 o +  | 0     |
| 0     | 90 a 94 | 0     |
| 4     | 85 a 89 | 16    |
| 0     | 80 a 84 | 0     |
| 4     | 75 a 79 | 12    |
| 4     | 70 a 74 | 4     |
| 4     | 65 a 69 | 8     |
| 24    | 60 a 64 | 8     |
| 20    | 55 a 59 | 8     |
| 20    | 50 a 54 | 32    |
| 28    | 45 a 49 | 8     |
| 8     | 40 a 44 | 16    |
| 24    | 35 a 39 | 4     |
| 8     | 30 a 34 | 20    |
| 4     | 25 a 29 | 8     |
| 16    | 20 a 24 | 0     |
| 12    | 15 a 19 | 8     |
| 40    | 10 a 14 | 0     |
| 12    | 5 a 9   | 0     |
| 4     | 0 a 4   | 0     |

## Economia
El 2007 la població en edat de treballar era de 282 persones, 197 eren actives i 85 eren inactives. De les 197 persones actives 180 estaven ocupades (102 homes i 78 dones) i 17 estaven aturades (8 homes i 9 dones). De les 85 persones inactives 31 estaven jubilades, 32 estaven estudiant i 22 estaven classificades com a «altres inactius».

### Ingressos
El 2009 a Bouligney hi havia 184 unitats fiscals que integraven 435 persones, la mediana anual d'ingressos fiscals per persona era de 15.689 €.

### Activitats econòmiques
Dels 18 establiments que hi havia el 2007, 1 era d'una empresa alimentària, 1 d'una empresa de fabricació d'altres productes industrials, 4 d'empreses de construcció, 5 d'empreses de comerç i reparació d'automòbils, 1 d'una empresa financera, 1 d'una empresa immobiliària, 3 d'empreses de serveis, 1 d'una entitat de l'administració pública i 1 d'una empresa classificada com a «altres activitats de serveis».
Dels 4 establiments de servei als particulars que hi havia el 2009, 2 eren fusteries i 2 electricistes.
Dels 3 establiments comercials que hi havia el 2009, 2 eren botiges de menys de 120 m² i 1 una botiga de menys de 120 m².
L'any 2000 a Bouligney hi havia 8 explotacions agrícoles que ocupaven un total de 670 hectàrees.

## Equipaments sanitaris i escolars
El 2009 hi havia una escola elemental integrada dins d'un grup escolar amb les comunes properes formant una escola dispersa.

## Poblacions més properes
El següent diagrama mostra les poblacions més properes.